# Ryota Ukai
Ryota Ukai (født 28. maj 1996) er en japansk fodboldspiller.
Han har spillet for flere forskellige klubber i sin karriere, herunder Thespakusatsu Gunma.